# بریژیت اوبر (نویسنده)
بریژیت اُوبر (فرانسوی: Brigitte Aubert‎؛ زادهٔ ۱۷ مارس ۱۹۵۶) یک فیلم‌نامه‌نویس و نویسندهٔ داستان‌های کارآگاهی اهل فرانسه است. وی همچنین در زمینهٔ تهیهٔ فیلم‌نامه‌های اقتباسی فعالیت می‌کند.

## جوایز
- ۱۹۹۷ جایزه بزرگ ادبیات پلیسی